# Luis Roca
Luis Martínez Roca, conocido internacionalmente como Luis Roca, fue un historietista e ilustrador español, nacido en Barcelona en 1940 y fallecido en la misma ciudad en 1998.

## Biografía
Luis Martínez Roca inició su carrera profesional trabajando para el mercado exterior a través de agencias como Creaciones Editoriales y Selecciones Ilustradas.
Desde 1969, dibujo la serie de ciencia ficción-erótica Scarth (luego renombrada como Scarth AD 2170) para el tabloide británico "The Sun" con guiones de Jo Adams.
También publicó el álbum Julia o Julio, dentro de la Colección X de la editorial La Cúpula.